# Közintézet
A közintézet az alaptevékenysége szerint egészségügyi, felsőoktatási, tudományos kutatási, fejlesztési, művészeti, környezetvédelmi, természetvédelmi, vízügyi, sportcélú vagy informatikai közszolgáltatást végző költségvetési szerv, illetve a külön törvényben meghatározott közgyűjtemény. 

## Története Magyarországon

### Az intézetek felosztása Magyary Zoltán szerint
Magyary Zoltán szerint az intézetek lehetnek magánintézetek vagy közintézetek.
A közintézetek lehetnek:
- közintézetek, amelyek a közigazgatásnak szervezetileg elkülönített egységei, ami munkamegosztást és specializálást jelent, de egyébként a közigazgatáson belül maradnak, sem önálló jogaik és kötelezettségeik, sem elkülönített vagyonuk nincs; ilyenek pl. az állami gimnáziumok és más iskolák;
- elkülönített vagyonkezelésű közintézetek, amelyek a közigazgatásnak önálló jogi személyiség nélküli szervezeti egységei, de amelyeknek elkülönített vagyonkezelésük, önálló háztartásuk van. Így pl. a m. kir. Operaház, vagy a Nemzeti Színház, amelyeknek saját bevételeikből kell kiadásaikat minél nagyobb részben fedezniök és csak az előirányzatbeli hiány fedezésére kapnak az állami költségvetésből támogatást. Ugyanilyen elbírálás alá esnek az államsegélyben részesülő községi, vagy felekezeti iskolák, kórházak stb.

### Közintézetek létesítése
A közintézetek létesítése lehet
- a. szabad, vagy
- b. szabályokhoz kötött (pl. tanintézetnél a tanterv betartása, a tanerők képesítésének biztosítása), vagy
- c. engedélyhez kötött, ilyenkor rendszerint szabályokhoz és engedélyhez kötött.[2]

## A közintézetek jellemzői
- közfeladatok ellátására létrehozott szervezetek;
- személyi és dologi eszközöket egyesítenek;
- önállóságuk elsősorban az általuk nyújtott közszolgáltatásban nyilvánul meg;
- szervezetileg elkülönülnek az őket fenntartó közigazgatási alanytól;
- tagságuk nincs; szolgáltatásaik az igénybevevőknek szólnak.